# Oonops viridans
Oonops viridans là một loài nhện trong họ Oonopidae.
Loài này thuộc chi Oonops. Oonops viridans được miêu tả năm 1942 bởi Bryant.